# Desiré Wilson
Desiré Wilson, född 26 november 1953 i Brakpan i dåvarande  Transvaal, är en sydafrikansk racerförare.

## Racingkarriär
Wilson vann ett brittiskt Aurora F1-lopp på Brands Hatch 1980 och blev därmed den första kvinnan som vann ett formel 1-lopp av något slag.
Wilson deltog sedan i ett reguljärt formel 1-lopp. Hon försökte kvalificera sig till Storbritanniens Grand Prix 1980 i en Williams-Ford, men misslyckades. 
Wilson tävlade senare även i CART och sportvagnsracing.

## F1-karriär
| Säsong | Stall/Tillverkare                   | Poäng | Placering |
| ------ | ----------------------------------- | ----- | --------- |
| 1980   | Brands Hatch Racing (Williams-Ford) | 0     | –         |